# روناکتولول
روناکتولول (انگلیسی: Ronactolol) یک آنتاگونیست گیرنده بتا آدرنرژیک است.